# Ischnura filosa
Ischnura filosa – gatunek ważki z rodziny łątkowatych (Coenagrionidae).